# Presles-et-Thierny
Presles-et-Thierny és un municipi francès situat al departament de l'Aisne i a la regió dels Alts de França. L'any 2007 tenia 363 habitants.

## Demografia

### Població
El 2007 la població de fet de Presles-et-Thierny era de 363 persones. Hi havia 152 famílies de les quals 24 eren unipersonals (8 homes vivint sols i 16 dones vivint soles), 64 parelles sense fills, 56 parelles amb fills i 8 famílies monoparentals amb fills.
La població ha evolucionat segons el següent gràfic:
Habitants censats

### Habitatges
El 2007 hi havia 168 habitatges, 149 eren l'habitatge principal de la família, 4 eren segones residències i 15 estaven desocupats. Tots els 168 habitatges eren cases. Dels 149 habitatges principals, 130 estaven ocupats pels seus propietaris, 15 estaven llogats i ocupats pels llogaters i 4 estaven cedits a títol gratuït; 2 tenien dues cambres, 14 en tenien tres, 23 en tenien quatre i 110 en tenien cinc o més. 133 habitatges disposaven pel capbaix d'una plaça de pàrquing. A 51 habitatges hi havia un automòbil i a 88 n'hi havia dos o més.

### Piràmide de població
La piràmide de població per edats i sexe el 2009 era:
| Homes | Edats   | Dones |
| ----- | ------- | ----- |
| 0     | 95 o +  | 4     |
| 0     | 90 a 94 | 0     |
| 0     | 85 a 89 | 0     |
| 4     | 80 a 84 | 0     |
| 4     | 75 a 79 | 12    |
| 12    | 70 a 74 | 12    |
| 8     | 65 a 69 | 12    |
| 12    | 60 a 64 | 8     |
| 8     | 55 a 59 | 8     |
| 20    | 50 a 54 | 12    |
| 8     | 45 a 49 | 28    |
| 16    | 40 a 44 | 4     |
| 32    | 35 a 39 | 8     |
| 8     | 30 a 34 | 24    |
| 0     | 25 a 29 | 4     |
| 16    | 20 a 24 | 0     |
| 4     | 15 a 19 | 4     |
| 20    | 10 a 14 | 12    |
| 20    | 5 a 9   | 8     |
| 8     | 0 a 4   | 4     |

## Economia
El 2007 la població en edat de treballar era de 245 persones, 164 eren actives i 81 eren inactives. De les 164 persones actives 158 estaven ocupades (87 homes i 71 dones) i 6 estaven aturades (1 home i 5 dones). De les 81 persones inactives 35 estaven jubilades, 26 estaven estudiant i 20 estaven classificades com a «altres inactius».

### Ingressos
El 2009 a Presles-et-Thierny hi havia 152 unitats fiscals que integraven 399 persones, la mediana anual d'ingressos fiscals per persona era de 25.338 €.

### Activitats econòmiques
Dels 16 establiments que hi havia el 2007, 6 eren d'empreses de construcció, 1 d'una empresa de comerç i reparació d'automòbils, 1 d'una empresa de transport, 1 d'una empresa d'hostatgeria i restauració, 1 d'una empresa d'informació i comunicació, 2 d'empreses financeres, 1 d'una empresa immobiliària, 2 d'empreses de serveis i 1 d'una entitat de l'administració pública.
Dels 4 establiments de servei als particulars que hi havia el 2009, 3 eren lampisteries i 1 agència immobiliària.
L'any 2000 a Presles-et-Thierny hi havia 4 explotacions agrícoles.

## Equipaments sanitaris i escolars
El 2009 hi havia una escola elemental integrada dins d'un grup escolar amb les comunes properes formant una escola dispersa.

## Poblacions més properes
El següent diagrama mostra les poblacions més properes.